# 白一圭
白 一圭（ペク・イルギュ、백일규、1880年3月11日 - 1962年5月31日）は、韓国の独立運動家。号は薬山。
平安南道江西で出生した。1905年ハワイに移民し、翌年アメリカに渡って勉強中大同保国会の創立発起人になった。また親日的アメリカ人 ダーハム・W・スティーブンスを殺害した張仁煥・田明雲の後援会会長になって公正な裁判のために力をつくした。1919年、大韓国民会中央総会長に選出されて独立運動資金30万ドルを集めて大韓民国臨時政府に送った。1946年国民会で発行する国民報の主筆になって、韓国人の権益保護と独立思想鼓吹に力をつくした。著書に英語版韓国経済史がある。
1997年に建国勲章独立章が追贈された。

## 参考サイト
- 네이버 캐스트 : 오늘의 인물 - 백일규

この記述には、ダウムからGFDLまたはCC BY-SA 3.0で公開される百科事典『グローバル世界大百科事典』をもとに作成した内容が含まれています。